# UNFICYP-medaille
Zoals gebruikelijk stichtte de secretaris-generaal van de Verenigde Naties een van de Medailles voor Vredesmissies van de Verenigde Naties voor de deelnemers aan UNFICYP. Deze UNFICYP-medaille wordt aan militairen en politieagenten verleend.